# 坂田梨香子
坂田 梨香子（さかた りかこ、1993年12月16日 - ）は、日本のファッションモデル、女優。
佐賀県佐賀市出身。TENCARAT Plume所属。

## 略歴
2006年4月、「第5回ラブベリー専属モデルオーディション」でグランプリを受賞し、同年6月1日発売の7月号から同誌の専属モデルとして活動。CMやドラマや舞台などに出演し女優活動も活発である。
2009年4月、東京の高校へ進学。それに伴い上京。上京願望は中学2年生の夏ごろからあったものの、坂田自身の意志が固まっていなかったことや家族や事務所スタッフからの反対もあり、中学生での上京は出来なかったという。
2010年6月号で『ラブベリー』を卒業。同年7月号より『Seventeen』の専属モデルとして活動。
2011年『仮面ライダーフォーゼ』（テレビ朝日）に出演。
2012年3月に高校を卒業。
2013年4月号で『Seventeen』を卒業。同年5月号より『CanCam』の専属モデルとして活動。
2018年5月号で『CanCam』を卒業。同年12月末日をもってEver Green Entertainmentを退社。

## 人物
- 特技は短距離走、一輪車[11]。
- 音楽は洋楽も邦楽も色々聞く。好きなアーティストはMr.Children、THE YELLOW MONKEY、ONE OK ROCK、ポルノグラフィティ、阿部真央、高鈴、YUI、THE BACK HORN、THE CHERRY COKE$、9mm Parabellum Bullet、椎名林檎、東京事変、秦基博など[12]。
- 好きなゲームは『バイオハザード』、『どうぶつの森』[12]。
- 2021年1月15日に一般男性と結婚[13][14]。

## 出演

### 映画
- キャプテントキオ（2007年2月17日公開、プログレッシブピクチャーズ / ディーライツ）
- きみにしか聞こえない（2007年6月16日公開、ザナドゥー） - 相原ミキ 役
- ハンサム★スーツ（2008年11月1日公開、アスミック・エース） - 高校生 役
- 怪談新耳袋 怪奇（2010年9月4日公開、キングレコード） - 須藤匡子 役
- マリア様がみてる（2010年11月6日公開、ジョリー・ロジャー / リバプール / メ〜テレ） - 支倉令 役
- アバター（2011年4月30日公開、太秦） - 阿波野妙子 役
- 仮面ライダーシリーズ（東映） - 風城美羽 役
  - 仮面ライダー×仮面ライダー フォーゼ&オーズ MOVIE大戦MEGA MAX（2011年12月10日公開）
  - 仮面ライダー×スーパー戦隊 スーパーヒーロー大戦（2012年4月21日公開）
  - 仮面ライダーフォーゼ THE MOVIE みんなで宇宙キターッ!（2012年8月4日公開）
  - 仮面ライダー×仮面ライダー ウィザード&フォーゼ MOVIE大戦アルティメイタム（2012年12月8日公開）
- 東京PRウーマン（2015年8月22日公開、BS-TBS） - 鴨下純子 役
- 兄に愛されすぎて困ってます（2017年6月30日公開、松竹） - 芹川高嶺の元カノ 役（回想シーンに出演）

### テレビドラマ
- 恋して悪魔〜ヴァンパイア☆ボーイ〜（2009年、関西テレビ） - 上野貴子 役
- Q10 第2話（2010年、日本テレビ）
- 美咲ナンバーワン!!（2011年、日本テレビ） - 塚本梨香子 役
- 仮面ライダーフォーゼ（2011年 - 2012年、テレビ朝日） - 風城美羽 役
- スイッチガール!!（2011年 - 2012年、フジテレビTWO） - ニノ原 役
  - スイッチガール!!2（2012年 - 2013年、フジテレビTWO）
- 黒の女教師（2012年、TBS） - 高木瑞希 役
- ムッシュ!（2013年、CBCテレビ） - 馬場峰子 役
- フレネミー -どぶねずみの街-（2013年、日本テレビ） - ルナ 役
- 大河ドラマ 八重の桜 第38回 - （2013年、NHK総合） - 海老名（伊勢）みや子 役
- 念力家族（2016年、NHK） - 石田久枝 役
- 兄に愛されすぎて困ってます 第3話（2017年4月26日、日本テレビ） - 芹川高嶺の元カノ 役
- テレビ熊本ドキュメンタリードラマ『合志義塾～カタルパの樹がつなぐ明日～』（2017年10月29日、テレビ熊本）
- 騎士竜戦隊リュウソウジャー 第41話（2020年1月12日、テレビ朝日） - ミヤ 役[15]
- 先輩、断じて恋では!（2022年6月17日 - 8月12日、MBS 他） - 大村知世 役
- おとなりに銀河（2023年4月3日 - 5月25日、NHK総合） - 馬門紅葉 役
- 猫カレ -少年を飼う-（2023年10月8日 - 12月24日、BSテレビ東京） - 新島清香 役[16]

### オリジナルビデオ
- My Favorite Girl The Movie（2006年）
- 恋するハローキティ（2010年）
- テン・ゴーカイジャー（2022年3月9日） - 綾小路[17] / レム（声） 役

### インターネットドラマ
- ひだまりの場所 〜初恋〜（2010年、BeeTV）
- ネット版 仮面ライダーフォーゼ みんなで授業キターッ!（2012年、東映） - 風城美羽 役
- 特命係長 只野仁 AbemaTVオリジナル（2017年、AbemaTV） - 吉川由梨 役[18]

### 舞台
- Legend〜風のなかの塵〜（2007年）
- 躾（2009年）
- 恋するハローキティ（2009年）
- オサエロ（2010年）
- 蒼い季節（2013年）
- ムッシュ!（2013年10月 - 11月）

### バラエティ
- ネクストプリンセス（2009年 - 2010年、テレビ東京）
- にっぽん百低山（2023年7月5日、NHK）

### 情報番組
- 趣味どきっ!「柔軟講座」（2017年8月 - 9月（全8回）、NHK Eテレ）

### CM
- ジー・モード（2007年）
- スカパー!e2（2008年）
- ライオン 「デンタークリアMAX」（2009年）
- 河合塾（2010年）[19]
- バスキン・ロビンス　サーティワン（2011年）
- バンダイ「仮面ライダーチョコビスケット」（2012年）
- 大王製紙「Megami」（2012年）
- リプトン「紙パック500ml」（2012年 - ）
- エバラ食品「キムチ鍋の素」（2012年）
- AOKI「いいところ」（2015年）

### 広告・イメージキャラクター
- BLCカンパニー「AHA」（2012年）
- BLCカンパニー「スキンケアリサーチ」（2013年）
- エステティックTBC（2013年）

### イベント
- 東京ガールズコレクション 2011 SPRING/SUMMER（2011年）
- 東京ガールズコレクション in 名古屋（2012年）
- 仮面ライダー生誕40周年×スーパー戦隊シリーズ35作品記念 40×35 感謝祭 Anniversary LIVE & SHOW（2012年）
- TOKYO GIRLS COLLECTION 2012 SPRING/SUMMER（2012年）
- 仮面ライダーフォーゼ スペシャルイベント - 天ノ川学園高等学校 春の学園祭スペシャル（2012年）
- 仮面ライダーフォーゼ ファイナルステージ&番組キャストトークショー（2012年）東京公演の9月8日のみ

## 書籍

### 雑誌連載
- ラブベリー（2006年7月号 - 2010年6月号、徳間書店）専属モデル
  - Rika's Happy Days（2008年10月号 - 2010年6月号）
- Seventeen（2010年7月号 - 2013年4月号、集英社）専属モデル
- CanCam（2013年5月号 - 2018年5月号、小学館）専属モデル
- プチベリーniseenファッションモデル

### 小説表紙写真
- 悪い子はお好き?（2012年1月25日、集英社ピンキー文庫） - カバーモデル